# Thier-à-Liège
Thier-à-Liège is een wijk van de Belgische stad Luik, gelegen in het uiterste noordoosten van de stad. In 2015 telde de wijk 4634 inwoners.
Feitelijk betreft het een nog deels landelijk dorp, dat werd beheerst door de steenkoolmijnbouw: Een drietal terrils omringen Thier-à-Liège. Onder meer de Société anonyme des Charbonnages de la Grande Bacnure was hier actief.

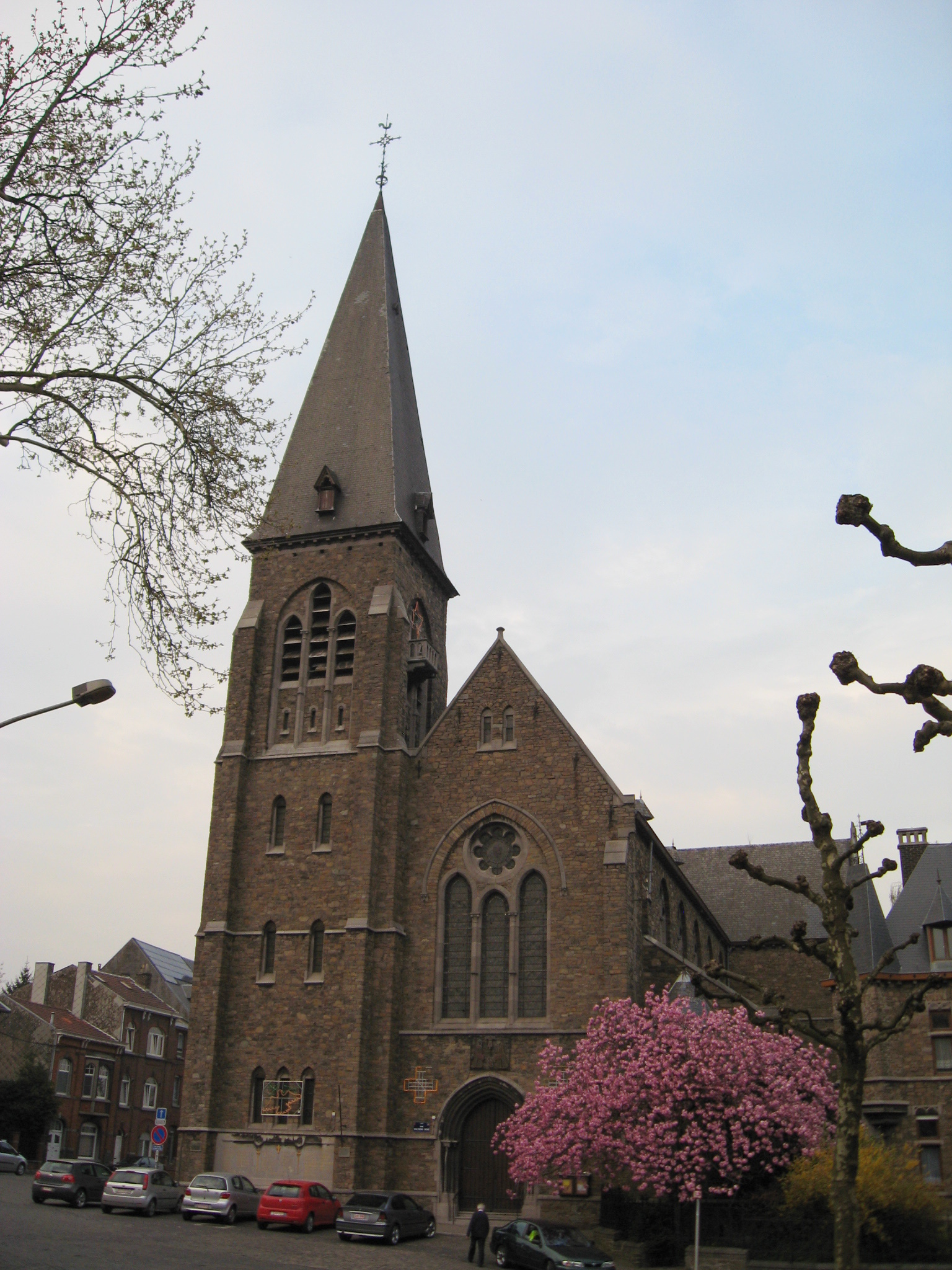
Sint-Victor-en-Leonarduskerk

Kerkgebouwen in Thier-à-Liège zijn:
- De Sint-Victor-en-Leonarduskerk
- De Sint-Mauritiuskapel
- De Sint-Joriskerk

## Nabijgelegen kernen
Saint-Léonard, Luik-Centrum, Sainte-Walburge, Vottem, Herstal